# コダマ (競走馬)
コダマ（1957年4月15日 - 1976年6月28日）は、日本の競走馬、種牡馬である。
1959年に中央競馬でデビューし、翌1960年春までに阪神3歳ステークス、皐月賞、東京優駿（日本ダービー）を含む7連勝を遂げ、一時は競馬ファン以外の人々にもその名を知られ、その人気ぶりは競馬ブームの端緒となったともいわれる。同年秋の菊花賞で敗れて史上2頭目のクラシック三冠を逃し、以後八大競走の優勝はないが、1962年に宝塚記念を制している。1960年度啓衆社賞年度代表馬および最優秀4歳牡馬。競走馬引退後の1963年より種牡馬となり、桜花賞優勝馬ヒデコトブキなどを出した。1990年9月12日にJRA顕彰馬に選定。夢の超特急と呼ばれた。
半弟（異父弟）に1961年の皐月賞優勝馬シンツバメがいる。

## 経歴

### 出自
1957年4月15日に北海道浦河町の鎌田牧場で生まれる。父ブッフラーは競走馬時代イギリスで走り1戦0勝、1955年にヒンドスタンと共に日本の日高軽種馬振興会に輸入されたが、「ヒンドスタンの付け馬（おまけ）」という評判で、さほど注目はされていなかった。本馬はその初年度産駒である。母シラオキは1949年の日本ダービーで牡馬相手に2着に入った実績を持つ。1958年秋、京都競馬場へ送られ武田文吾厩舎に入厩。その後、鉄道趣味者でもある馬主の伊藤由五郎によりコダマと命名された。名前は、1958年11月に東海道本線の東京 - 大阪間に開通した国鉄初の電車特急列車の「こだま」に由来する。なお、同馬主のシーザーと一緒に京都へ送られ、武田と伊藤勝吉が検分した結果、武田がコダマを、伊藤がシーザーを選んだという話も伝えられているが、調教助手を務めた吉沢彦二によれば武田と伊藤は牧場で両馬を見ており「競馬場へ来たときには、すでに決まってきたはず」だという。吉沢は当時の印象について「後躯に幅があり、肉付きの立派さでは並の馬とは違っていたが、きたときには五尺二寸五分（1メートル60）前後、三寸とはなかった小さな馬で、後にあれほど出世するとは思わなかった」と述べている。

### デビュー - クラシック二冠
1959年9月20日、京都開催の新馬戦でデビュー。栗田勝を鞍上に、先行策から直線で鞭を使われることなく2馬身半差で勝利した。この内容を見た武田は、伊藤由五郎の息子・英夫と協議し、翌年春の日本ダービーを見据えたローテーションを企画した。2戦目の宝塚3歳ステークスも追われることなく、同じブッフラー産駒のヘリオス以下に5馬身差で勝利。シーズン最後の出走となった関西の3歳王者戦・阪神3歳ステークスでは圧倒的な1番人気に推されると、先行2番手から直線で他馬を突き放し、2馬身差で優勝した。当年3戦3勝の成績を挙げたが、最優秀3歳牡馬には関東の朝日盃3歳ステークスを含む4戦4勝の成績を挙げたマツカゼオーが選出された。
休養の後、春のクラシック戦線に備えて東上し、3月19日にオープン競走で復帰。栗田が正月の競馬で落馬骨折していたことから、鞍上にはコダマを預けていた中村広の兄で、武田と親しかった中村一雄の弟子である渡辺正人を迎えた。この競走も2馬身差で逃げ切ると、続くスプリングステークスで連勝を6まで伸ばしていたマツカゼオーと対戦。初めて2番人気に落ちたが、最下位に沈んだマツカゼオーを尻目に4馬身差で逃げ切り、名実共にクラシックに向けての本命馬となった。4月17日に迎えた三冠初戦・皐月賞では雨後の重馬場のなか向正面で先頭に立つと、そのままマツカゼオーに6馬身差をつけて優勝を果たした。なお、騎乗した渡辺は前々年のタイセイホープ、前年のウイルディールに続く、史上初の皐月賞（同一クラシック競走）三連覇を達成した。
5月29日の日本ダービーに向けてコダマの人気は一層の高まりを見せ、1951年に10戦無敗のまま死んだトキノミノルの再来とも謳われ、日ごろ競馬を見ない人々にまでその名が伝えられた。しかし人気の高まりとは裏腹に、コダマは5月10日の調教中に蹄鉄が外れ、左前脚の不安のために予定していた前哨戦を使えず、3日間調教を休むなど順調さを欠いていた。ダービー直前の最終調教では左前脚の蹄鉄が再び外れ、伊藤由五郎はありとあらゆる神社に願をかけ、大阪から東京競馬場に応援に赴く英夫に対しては験を担いで「第一こだまの、一号車の一番前に乗るように」と命じたという。
日本ダービー当日は約7万人の観客が集まり、4億円以上を売上げ、いずれも新記録を大幅に更新した。こうしたなか、コダマは怪我から復帰した栗田を背に、単勝オッズ1.9倍の1番人気に支持された。レースでは道中3番手を進むと、最後の直線で先頭に立ったヤマニンモアーを楽に交わし、1馬身3/4差を付けて優勝。無敗でのクラシック二冠はトキノミノル以来9年ぶり2頭目、また当時、東西所属馬の勢力が東高西低とされていたなか、関西馬のダービー優勝はボストニアン以来7年ぶりの出来事であった。しかし快挙を遂げたコダマに対し、武田は競走後の手記で次のような言葉を残した。

### 秋の不振 - 引退まで
日本ダービーの後は休養に入り、秋はセントライト以来2頭目のクラシック三冠が懸かる菊花賞を目標としたが、脚部の不安のため調教が順調に進まず、オープン競走に出走するもフランケルの2着と敗れ、デビュー以来の連勝を7で止めた。続く阪神大賞典もヤマニンモアー、シーザーに後れての3着と敗れたが、三冠に向けてコダマを本命視するマスコミの報道は収まらず、武田は彼らに向けて「コダマはそれほど強い馬ではない。春は仕上がりが順調で好成績を収めてきたが、秋には相手の進境が著しい。春シーズンとは事情が異なっている」と語った。11月13日の菊花賞は、厩務員組合がストライキを決行、調教師会長の武田も事態の収拾に当たり、解決したのは競走の2時間前という異様な状況下で行われた。コダマは1番人気に支持されたが、キタノオーザの5着と敗れ、三冠は成らなかった。
年末にはグランプリ競走・有馬記念にファン投票1位で出走したが、当日は5番人気と評価を落とし、結果も牝馬スターロッチの6着に終わった。4戦全敗となった秋の成績を、武田は「特急コダマどころか各駅停車にも劣る」と評したが、クラシック二冠が評価され、コダマは当年の年度代表馬と最優秀4歳牡馬に選出された。
5歳となった1961年は、3月の復帰戦大阪杯、天皇賞（春）への前哨戦スワンステークスを連勝し、評価を再び高めた。しかし天皇賞を前に右前脚に屈腱炎を発症し、休養を余儀なくされる。温泉療養の後、秋の天皇賞に備えて9月15日に東京競馬場に入ったが、調教中に屈腱炎が再発し、再度休養に入った。翌1962年4月、オープン競走で復帰しメジロオーの2着。天皇賞（春）を回避してオープン競走を2連勝したのち、当時創設3年目の宝塚記念を制した。しかし競走後に肩などを痛め、これを最後に競走生活から退いた。

### 種牡馬時代
コダマは種牡馬として浦河町の尾田牧場に繋養された。伊藤由五郎が自身の持つ優れた牝馬と交配させ、初年度産駒から重賞3勝のサトヒカル、2年目からは同5勝を含む17勝を挙げ、1969年度の最優秀5歳以上牝馬に選出されたファインローズ、そして3年目の産駒からはクラシック競走の桜花賞を制したヒデコトブキが生まれた。その後は目立った活躍馬が生まれず、1974年に鹿児島県の吉永清人牧場に移ったのち、1976年6月に腰麻痺のため死亡した。公式に死亡が判明したのはその翌年であった。
2022年現在、現役競走馬であるモーリス産駒のベジャールにコダマの血が受け継がれている。

## 競走成績
| 年月日 | 年月日 | 年月日 |      | レース名    | 頭数 | 人気 | 着順 | 距離（状態）  | タイム  | 着差    | 騎手     | 斤量 | 勝ち馬/（2着馬）       |
| 1959   | 9.     | 20     | 京都 | 新馬        | 8    | 1    | 1着  | 芝1100m（良） | 1:06.4  | 2 1/2身 | 栗田勝   | 51   | （カツラオー）         |
|        | 10.    | 25     | 阪神 | 宝塚3歳S    | 7    | 1    | 1着  | 芝1400m（良） | 1:23.8  | 5身     | 栗田勝   | 52   | （ヘリオス）           |
|        | 12.    | 6      | 阪神 | 阪神3歳S    | 8    | 1    | 1着  | 芝1200m（良） | 1:12.0  | 4身     | 栗田勝   | 52   | （エルムメイジ）       |
| 1960   | 3.     | 19     | 東京 | オープン    | 6    | 1    | 1着  | 芝1800m（良） | 1:52.9  | 2身     | 渡辺正人 | 56   | （ゴウユウ）           |
|        | 4.     | 3      | 中山 | スプリングS | 5    | 2    | 1着  | 芝1800m（良） | 1:54.0  | 4身     | 渡辺正人 | 55   | （キゼンチカラ）       |
|        | 4.     | 17     | 中山 | 皐月賞      | 21   | 1    | 1着  | 芝2000m（重） | 2:05.9  | 6身     | 渡辺正人 | 57   | （マツカゼオー）       |
|        | 5.     | 29     | 東京 | 東京優駿    | 26   | 1    | 1着  | 芝2400m（良） | R2:30.7 | 1 3/4身 | 栗田勝   | 57   | （ヤマニンモアー）     |
|        | 10.    | 8      | 阪神 | オープン    | 8    | 1    | 2着  | 芝1600m（稍） | 1:39.6  | 0.2秒   | 鶴留明雄 | 61   | フランケル             |
|        | 10.    | 30     | 阪神 | 阪神大賞典  | 7    | 3    | 3着  | 芝2200m（良） | 2:16.6  | 0.5秒   | 栗田勝   | 62   | ヤマニンモアー         |
|        | 11.    | 13     | 京都 | 菊花賞      | 7    | 1    | 5着  | 芝3000m（稍） | 3:15.8  | 0.7秒   | 栗田勝   | 57   | キタノオーザ           |
|        | 12.    | 18     | 中山 | 有馬記念    | 12   | 5    | 6着  | 芝2600m（良） | 2:45.1  | 0.6秒   | 栗田勝   | 54   | スターロツチ           |
| 1961   | 3.     | 12     | 阪神 | 大阪杯      | 8    | 1    | 1着  | 芝1800m（良） | 1:50.8  | 2 1/2身 | 栗田勝   | 61   | （ズイホウ）           |
|        | 4.     | 9      | 京都 | スワンS     | 5    | 1    | 1着  | 芝1800m（稍） | 1:52.5  | 3/4馬身 | 栗田勝   | 60   | （ヘリオス）           |
| 1962   | 4.     | 14     | 京都 | オープン    | 7    | 1    | 2着  | 芝2000m（稍） | 2:08.8  | 0.1秒   | 鶴留明雄 | 59   | メジロオー             |
|        | 5.     | 20     | 京都 | オープン    | 5    | 1    | 1着  | 芝1800m（良） | 1:52.2  | 2 1/2身 | 鶴留明雄 | 59   | （ミスヒヤキオーガン） |
|        | 6.     | 3      | 阪神 | オープン    | 5    | 1    | 1着  | 芝1800m（不） | 1:53.8  | 3身     | 鶴留明雄 | 59   | （ハリー）             |
|        | 7.     | 1      | 阪神 | 宝塚記念    | 7    | 1    | 1着  | 芝2000m（良） | 2:03.4  | 3/4身   | 栗田勝   | 55   | （リユウライト）       |

- 競走名太字は八大競走。
- タイム欄Rはレコードタイム。

## 主な産駒
- サトヒカル（1964年産 毎日杯、京都杯、中京記念）
- ファインローズ（1965年産 阪神四歳牝馬特別、阪神牝馬特別、スポーツニッポン賞金杯、鳴尾記念、松籟ステークス）
- ヒデコトブキ（1966年産 桜花賞、阪神四歳牝馬特別）
- ニホンピロファイト（1970年産 京都大障害・秋）

## 特徴・評価
日本ダービーを前に計測された身体データは、体高155cm、体重は448kgで、これは当時としても小柄な体格であった（馬体重は5歳以降は460kg前後まで増えたともいう）。武田はその体型について「後躯が素晴らしかった。胴がつまっていてバランスがよく、まるで手で造ったような理想的な身体でした」と述べている。伊藤由五郎は後躯の発達ぶりを「女のような大きなおいど（尻）」と喩えている。性格面については、調教助手の吉沢彦二が「とにかくどっしりして貫禄がありましたね。少々のことではおじけない。他の馬が暴れたり突っかかったりしても、悠然と周囲をへいげいする余裕があった。そんな風だから人間にもよかっただけでなく、厩舎で飼っている小犬なんかも相手にして、退屈をしのいでいたようです。そのくせ、勝負になると、なにものにも負けまいとする根性と気迫は見上げたものでした」と評している。
コダマの能力を端的に表したものとしてよく知られたものに「カミソリ」というものがある。1964年から1965年にかけて五冠を制したシンザンについて、武田文吾が「コダマはカミソリ、シンザンはナタの切れ味。ただしシンザンのナタは髭も剃れるナタである」と語った言葉が有名だが、競馬評論家の大川慶次郎によれば、コダマが初東上した際に渡辺正人が前年の皐月賞馬ウイルディールと比較して「コダマは『カミソリの切れ味』で、前の年のウイルディールは『ナタの切れ味』だ」と表現していたともいう。
実質的な能力に対しては、菊花賞を前に「それほど強い馬ではない」と述べた武田の評をはじめ、コダマに魅せられて競馬を始めたという山野浩一は「コダマは天下無敵の大ヒーローではない。早熟で才覚の豊かな馬だったと言うべきだろう」、大阪読売新聞記者の最上利澄は「皐月賞、ダービーに優勝した馬を弱いとは言えないけれど、シンザンやトキノミノルを別格にしても、ハクチカラやハクリヨウ、武田厩舎でいえばゼネラル、同じ馬主のカツフジなどよりも強いと断定しきれようか。範囲を戦後の馬だけにとどめても、"強い"ベストテンにランク出来るかどうか、私には疑問に思えるのだ」と評するなど、歴代で上位であったかについては疑問視する見方がある。一方でその人気ぶりや影響力については「競馬ブームはコダマの人気から始まったといってよいだろう」（山野浩一）、「漸く大衆化の波に乗ろうとした競馬のブームに火を付けたともいえるスター」（志摩直人）、「春は祭典のスター。東西のファンを熱狂させた。テレビ、ラジオ、新聞、あらゆるマスメディアを通じて、その名は童児にもなじまれた」（最上利澄）、「現在の競馬ブームはコダマではじまったといってよいほど、その名声は一世を風靡した」（村上堅三）と、高く評価されている。日本中央競馬会が2000年に行った名馬選定企画「20世紀の名馬大投票」では、ファン投票によって第82位に選出された。

## 血統表
| コダマの血統（プリンスシュヴァリエ系 （プリンスローズ系） / Blandford4×3=18.75%） | コダマの血統（プリンスシュヴァリエ系 （プリンスローズ系） / Blandford4×3=18.75%） | コダマの血統（プリンスシュヴァリエ系 （プリンスローズ系） / Blandford4×3=18.75%） | （血統表の出典）    | （血統表の出典） |
| 父 *ブッフラー Bouffleur 1952 栗毛                                                | 父の父Prince Chevalier 1943 鹿毛                                                  | Prince Rose                                                                       | Rose Prince         | Rose Prince      |
| 父 *ブッフラー Bouffleur 1952 栗毛                                                | 父の父Prince Chevalier 1943 鹿毛                                                  | Prince Rose                                                                       | Indolence           |                  |
| 父 *ブッフラー Bouffleur 1952 栗毛                                                | 父の父Prince Chevalier 1943 鹿毛                                                  | Chevalerie                                                                        | Abbot's Speed       | Abbot's Speed    |
| 父 *ブッフラー Bouffleur 1952 栗毛                                                | 父の父Prince Chevalier 1943 鹿毛                                                  | Chevalerie                                                                        | Kassala             |                  |
| 父 *ブッフラー Bouffleur 1952 栗毛                                                | 父の母Monsoon 1941 鹿毛                                                           | Umidwar                                                                           | Blandford           | Blandford        |
| 父 *ブッフラー Bouffleur 1952 栗毛                                                | 父の母Monsoon 1941 鹿毛                                                           | Umidwar                                                                           | Uganda              |                  |
| 父 *ブッフラー Bouffleur 1952 栗毛                                                | 父の母Monsoon 1941 鹿毛                                                           | Heavenly Wind                                                                     | Tai Yang            | Tai Yang         |
| 父 *ブッフラー Bouffleur 1952 栗毛                                                | 父の母Monsoon 1941 鹿毛                                                           | Heavenly Wind                                                                     | Goodetia            |                  |
| 母 シラオキ 1946 栗毛                                                             | 母の父*プリメロ Primero 1931 鹿毛                                                 | Blandford                                                                         | Swynford            | Swynford         |
| 母 シラオキ 1946 栗毛                                                             | 母の父*プリメロ Primero 1931 鹿毛                                                 | Blandford                                                                         | Blanche             |                  |
| 母 シラオキ 1946 栗毛                                                             | 母の父*プリメロ Primero 1931 鹿毛                                                 | Athasi                                                                            | Farasi              | Farasi           |
| 母 シラオキ 1946 栗毛                                                             | 母の父*プリメロ Primero 1931 鹿毛                                                 | Athasi                                                                            | Athgreany           |                  |
| 母 シラオキ 1946 栗毛                                                             | 母の母第弐スターカツプ 1937 栗毛                                                  | *ダイオライト Diolite                                                             | Diophon             | Diophon          |
| 母 シラオキ 1946 栗毛                                                             | 母の母第弐スターカツプ 1937 栗毛                                                  | *ダイオライト Diolite                                                             | Needle Rock         |                  |
| 母 シラオキ 1946 栗毛                                                             | 母の母第弐スターカツプ 1937 栗毛                                                  | スターカツプ                                                                      | *シアンモア         | *シアンモア      |
| 母 シラオキ 1946 栗毛                                                             | 母の母第弐スターカツプ 1937 栗毛                                                  | スターカツプ                                                                      | フロリスト F-No.3-l |                  |

ブッフラーは供用わずか3年で病気により死亡したが、コダマの他にもヘリオスなど5頭の重賞勝利馬を輩出した。母シラオキからは「シラオキ系」と呼ばれる有数の大牝系が築かれている。弟のシンツバメ以外でコダマに比較的近い馬では、甥に阪神3歳ステークスなど重賞3勝のヒデハヤテ、その兄で札幌記念の勝利馬ヒデカブト、姪にサファイヤステークスの勝利馬マルブツロンリーがいる。牝系をさらに遡ると、小岩井農場の基礎輸入牝馬の1頭であるフロリースカツプにたどり着く。